# Perschen
Perschen ist ein Ortsteil von Nabburg im Landkreis Schwandorf in der Oberpfalz.

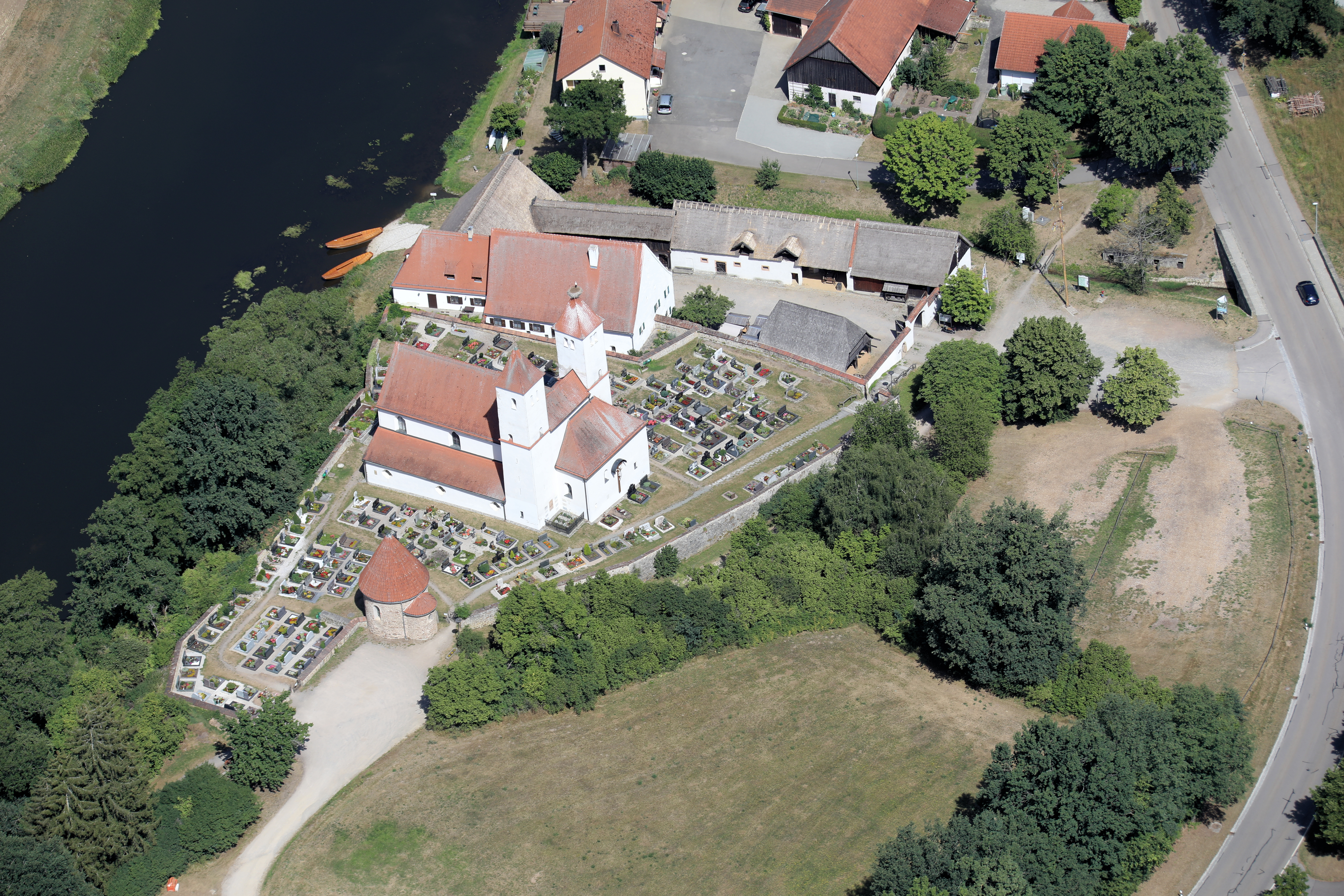
St. Peter und Paul, Edelmannshof (2022)

## Geschichte
Perschen wurde 1122 erstmals urkundlich erwähnt und war der Hauptort zwischen Nabburg und Pfreimd, die beide zur Pfarrei Perschen gehörten. 1216 wurde Pfreimd zur eigenständigen Pfarrei erhoben und die Pfarrei Perschen um 1420 nach Nabburg verlegt. Die Bewohner Perschens wurden und werden auf dem um die Kirche angelegten Friedhof, der in neuerer Zeit vergrößert wurde, bestattet. Da der Friedhof von einer nur noch teilweise erhaltenen Wehrmauer umgeben ist, liegt die Vermutung nahe, dass dieser ursprünglich auch als Kirchenburg Verwendung fand. Perschen wurde nach Nabburg eingemeindet.

## Kirche

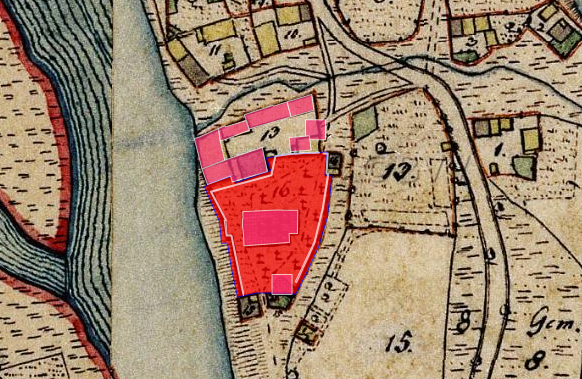
Lageplan der Peter-und-Paul-Kirche in Perschen auf dem Urkataster von Bayern

Die den Aposteln Peter und Paul geweihte Kirche war bischöfliches Eigentum; etwa 1160 überließ Bischof Hartwich sie mit ihren Einkünften dem Domkapitel Regensburg. Die Anlage wird als Bodendenkmal unter der Aktennummer D-3-6539-0131 im Bayernatlas als „archäologische Befunde und Funde im Bereich der Katholischen Filialkirche St. Peter und Paul in Perschen, darunter die Spuren älterer Bauphasen“ geführt. Ebenso ist sie unter der Aktennummer D-3-76-144-121  als denkmalgeschütztes Baudenkmal von Perschen verzeichnet. Die Friedhofsmauer aus Bruchsteinmauerwerk geht im Kern zurück auf eine mittelalterliche Befestigungsmauer.
Die jetzige Kirche stammt aus der ersten Hälfte des 13. Jahrhunderts. Im 14. Jahrhundert wurde die Sakristei angebaut. Auch die Verbindung der Türme stammt aus späterer Zeit.
1752/1753 wurde die Holzdecke durch die noch vorhandene Wölbung ersetzt und die Kirche in barocker Manier ausgestattet. 1880 wurde sie renoviert, die gotischen Fresken im Chor wurden 1904 restauriert. Eine erneute grundlegende Renovierung der Kirche erfolgte im Jahr 2000. Die einmanualige Orgel stammt aus der Zeit um 1850.

### Ausstattung

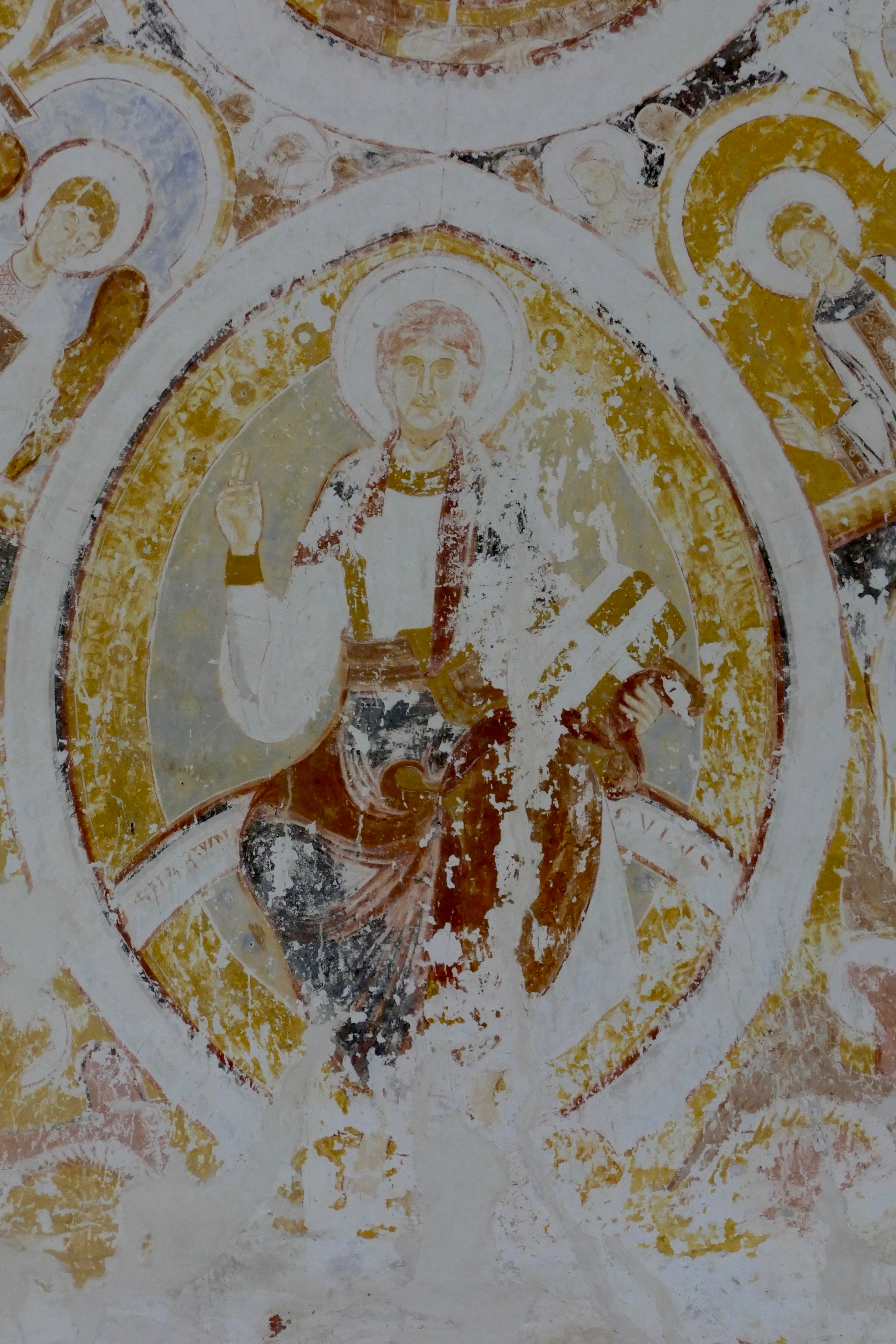
Christusbild im Karner

Aus der ursprünglichen Kirche des 13. Jahrhunderts hat sich der runde Taufstein mit Vierpassfries und Spitzbogenblenden erhalten. Im ganzen Kirchengebäude sind gotische Fresken und Wandmalereien vorhanden. Die Kanzel und die Heiligenfiguren stammen aus dem 17. Jahrhundert. 1753 schuf der Maler Johann Franz Lidtmann aus Nabburg eine Reihe von barocken Deckengemälden im Mittelschiff, die die folgenden Motive zeigen (von Ost nach West):
- Heilige Dreifaltigkeit, umgeben von den Aposteln und weiteren Heiligen
- Christus übergibt Petrus die Schlüssel des Himmelreiches
- Kreuzigung Petri
- Bekehrung des Paulus
- Enthauptung des Paulus
- Christus, dessen Blutstropfen in das Fegefeuer fallen, am Kreuz

Der Hochaltar stammt aus der Zeit der Renovierung von 1880.

### Grabsteine
- Grabmal, 14. Jahrhundert, mit Kreuz und Schild auf Kleeblattbogen
- Grabstein, um 1500, mit Umrissen einer Frau, zu ihren Füßen zwei Wappen
- Epitaph von 1602 für ein Kind, Sohn einer Familie aus Nabburg

## Friedhofskapelle
Der aus dem 12. Jahrhundert stammende Rundbau beherbergt im Untergeschoss den Raum für die aus den Gräbern entfernten Totengebeine. Nach dem Abbruch des Schulgebäudes wurden die Gebeine dem Karner entnommen und dort in einem Sammelgrab, jedoch ohne Kennung wieder in der Erde bestattet.
Die Bemalung im runden Innenraum der dem heiligen Michael geweihten Kapelle stammt aus der Entstehungszeit. Die Innenwände waren ursprünglich alle bemalt, erhalten blieben die Malereien in der Kuppel. Die dort dargestellten Personen, sicherlich die Apostel, sind halblebensgroß, Christus ist lebensgroß dargestellt. Die Wandmalereien gelten als „Höhepunkt romanischer Wandmalerei in Bayern“.

## Edelmannshof
Hierbei handelt es sich um einen Bauernhof, der seit dem Mittelalter (urkundlich nachweisbar ab etwa 1122) als Wohnstätte und zur Eigenversorgung des Pfarrers von Perschen diente. Zu dieser Zeit trug er den Namen Widenhof, was auf seine Funktion als Pfarrhof hindeutet (vgl. Wittum). Bedingt durch die sukzessive Verlagerung (Details nicht nachvollziehbar) der Pfarrei nach Nabburg wurde der Hof 1522 an einen Bauern Ulrich Eckstein zu Persen verkauft. 1692 fiel der Hof für sechs Jahre in die Hände des Adeligen Claudius von Stein und trägt seither den Namen Edelmannshof.
Das bis heute erhaltene Bauernhaus wurde 1605 von den damaligen Bauern Andres und Lienhart Hilprant erbaut. Seit 1698 wurde der Hof von der Familie Hösl bewirtschaftet, die 1957 auf eine neugebaute größere Hofanlage umsiedelte.
Seit 1964 dient der Edelmannshof als Oberpfälzer Bauernmuseum. Dieses wurde zuerst auf Vereinsbasis eröffnet und 1977 vom Bezirk Oberpfalz übernommen, der dann noch das Freilandmuseum Neusath errichtete. Als beide unter eine Verwaltung gestellt wurden, erhielten sie den Namen Oberpfälzer Freilandmuseum Neusath-Perschen, später Freilandmuseum Oberpfalz.

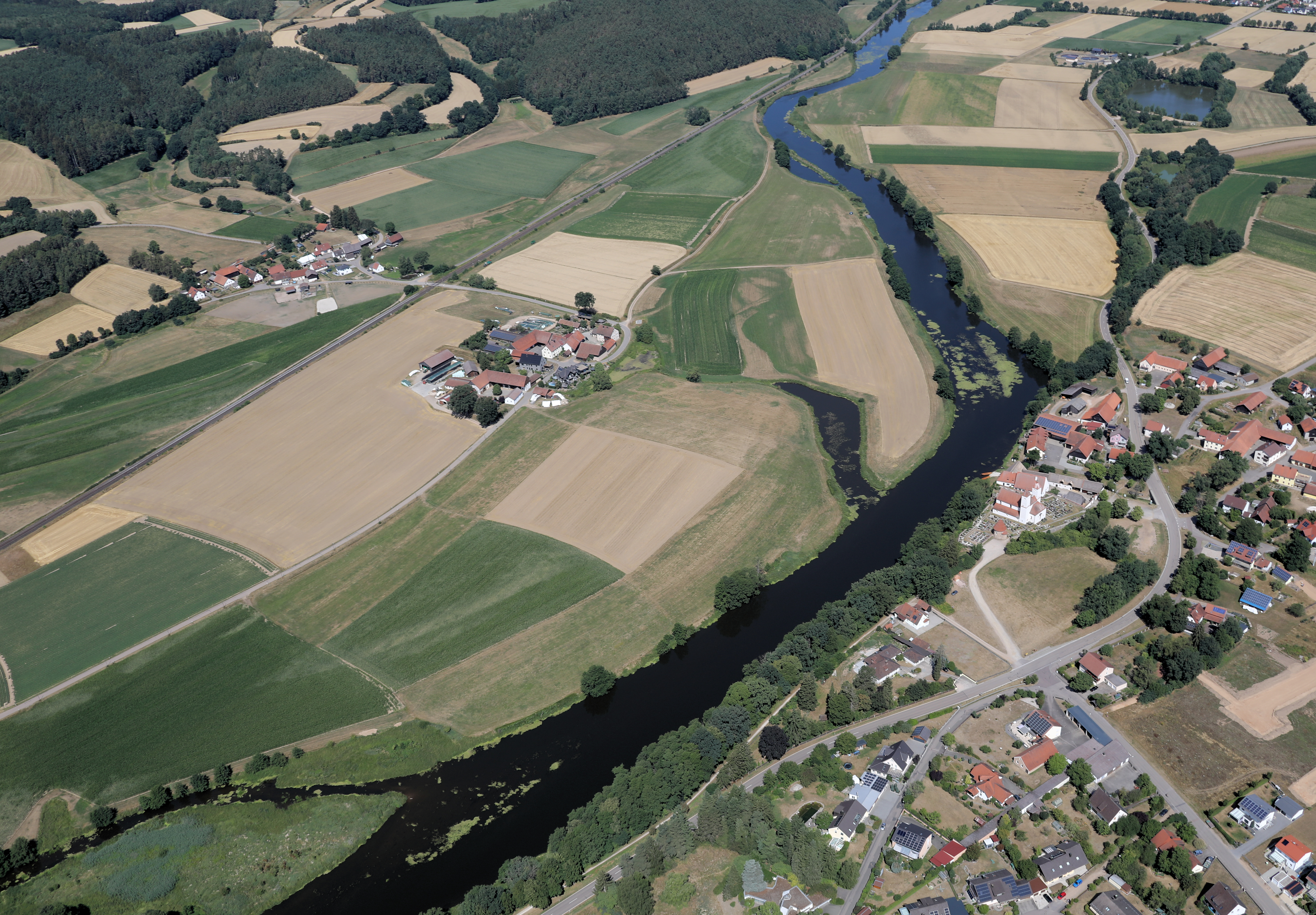
Perschen mit Haindorf (2022)
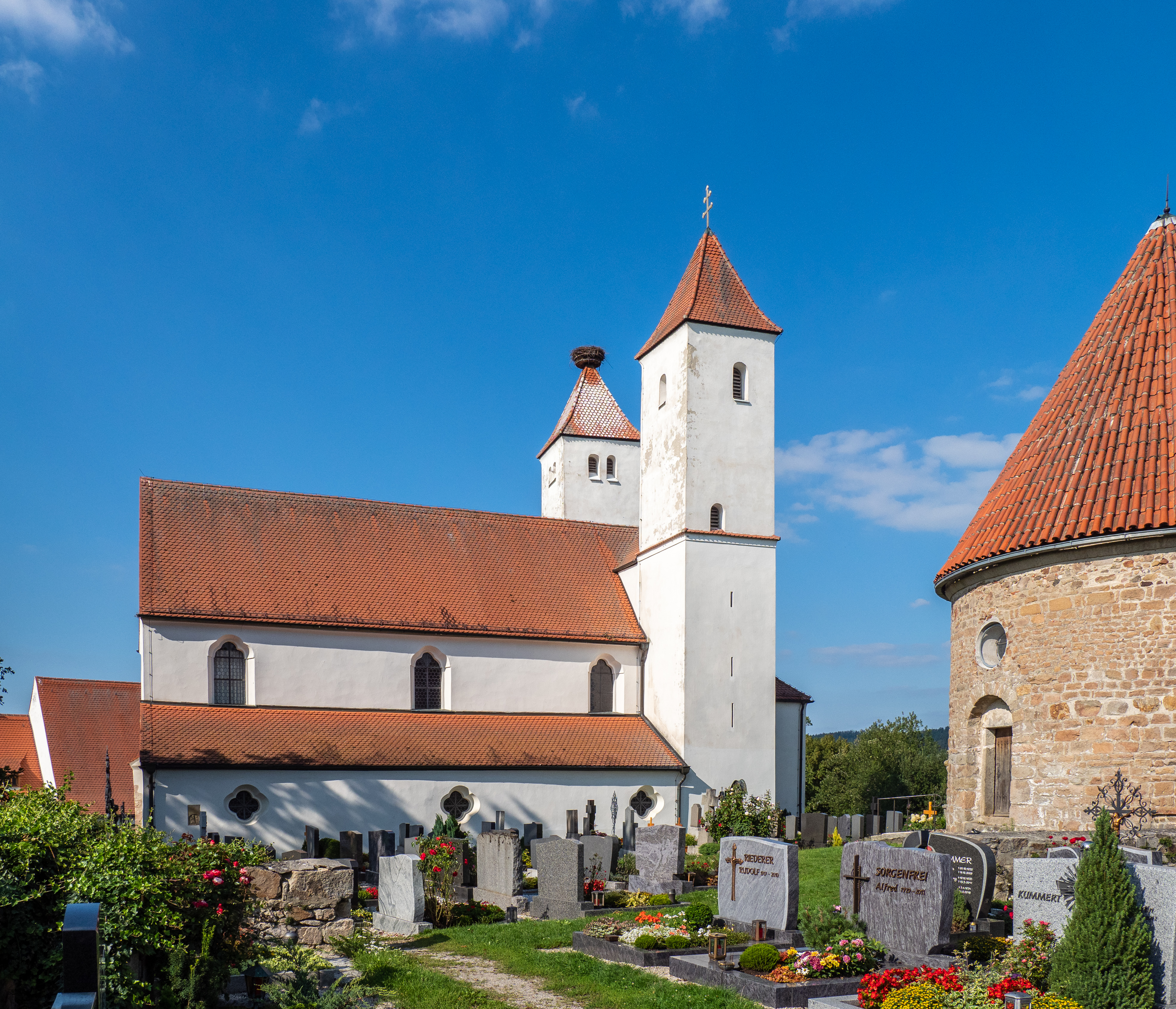
Kirche Peter und Paul
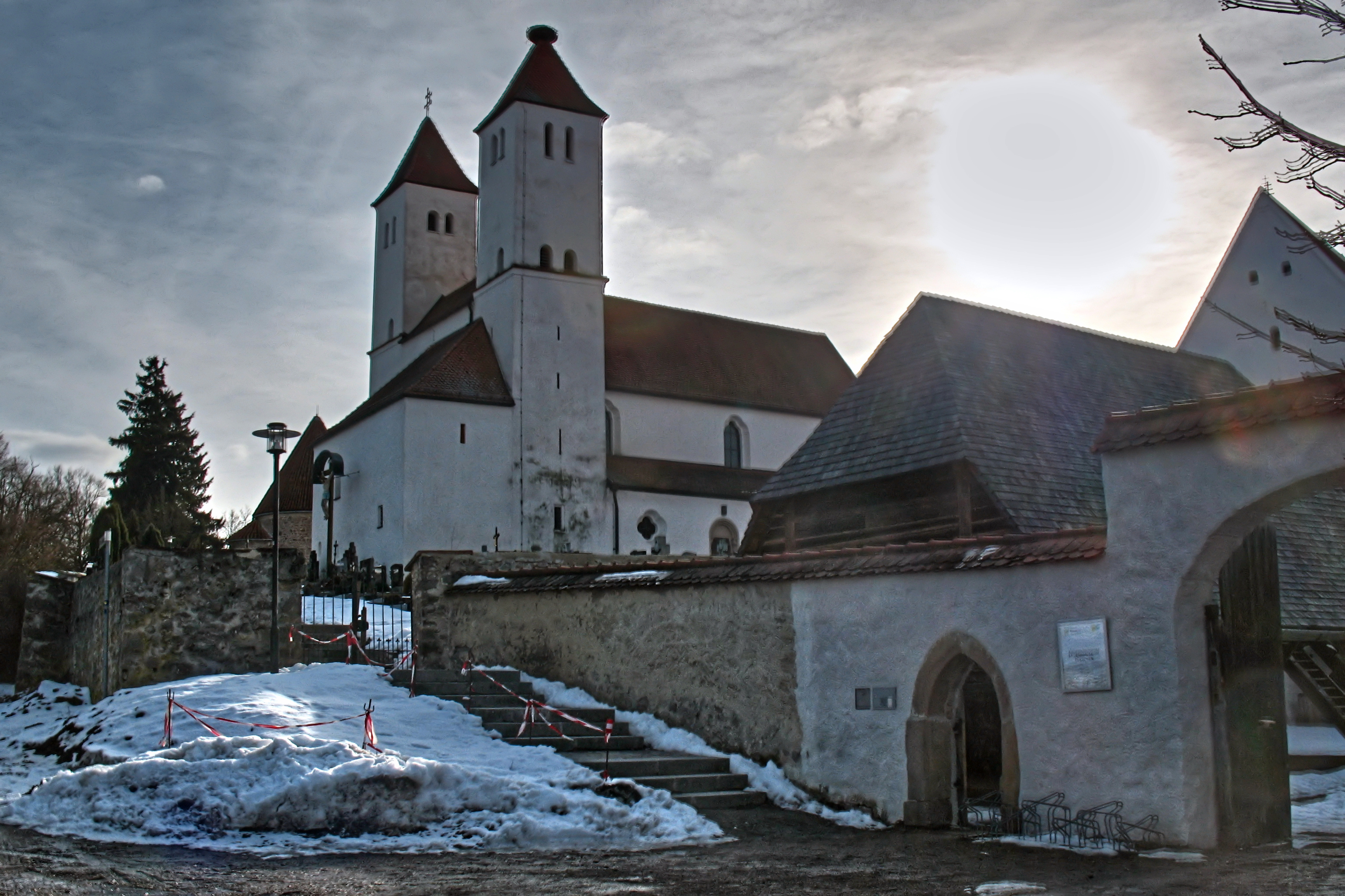
St. Peter und Paul, daneben Eingang zum Edelmannshof
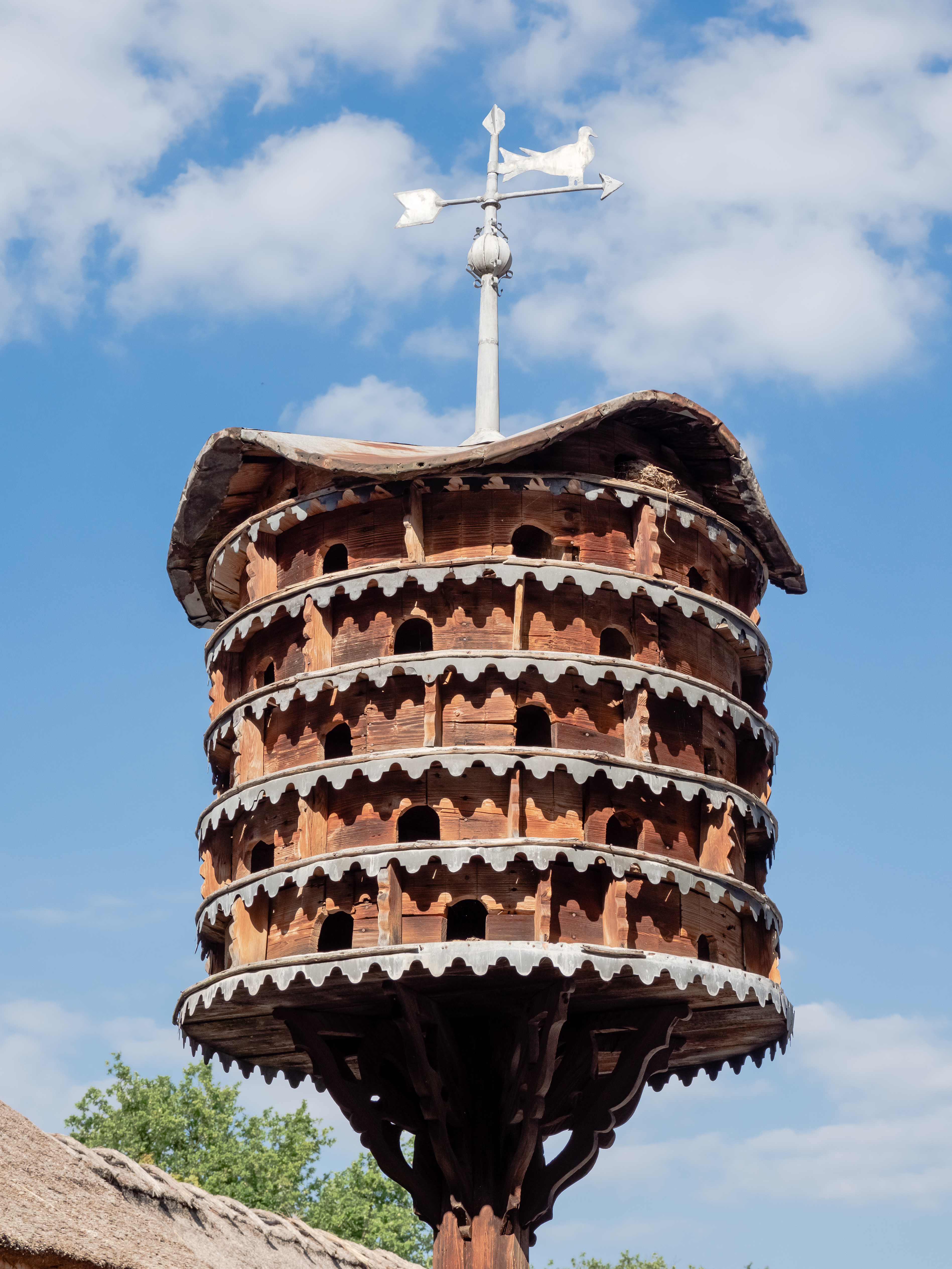
Taubenschlag im Edelmannshof